# Thomas Menino

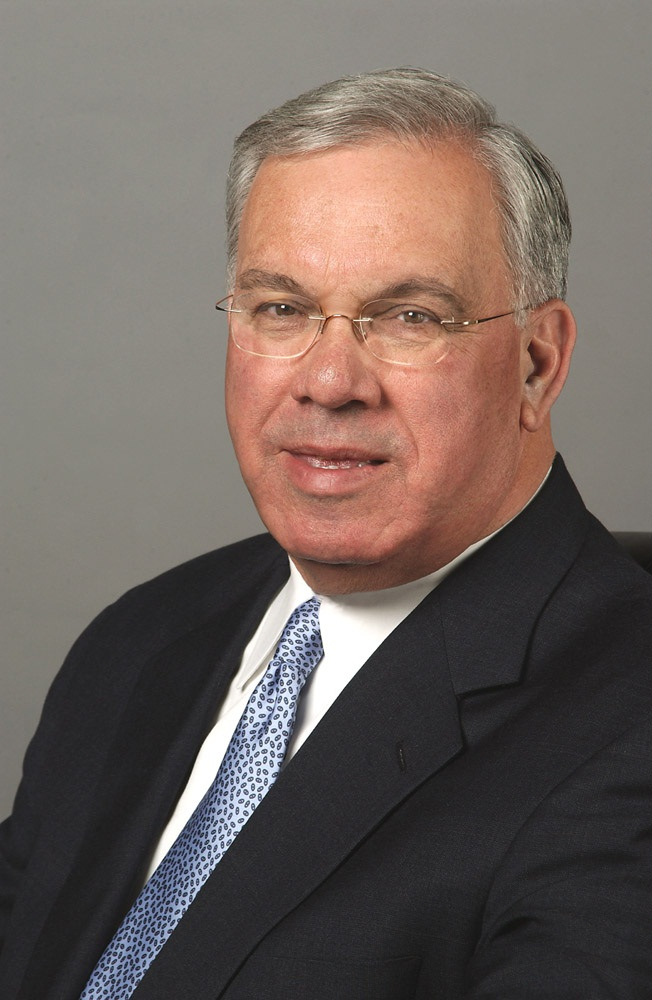
Thomas Menino

Thomas Michael (Tom) Menino (Boston (Massachusetts), 27 december 1942 – aldaar, 30 oktober 2014) was de 53e burgemeester van Boston. Hij bekleedde het ambt van 1993 tot 2014 en was de eerste burgemeester van Italiaanse afkomst in een stad die vele inwoners heeft die afstammen van Italiaanse immigranten.
Menino was lid van de Democratische Partij. Hij was de drijvende kracht achter de beweging om de Democratische Conventie van 2004 naar Boston te halen, waar John Kerry als Democratische kandidaat voor de presidentsverkiezingen van 2004 werd verkozen.
Hij werd geboren in Hyde Park, een stadsdeel in het zuiden van Boston. Hij studeerde af met de titel van Bachelor in de stedenbouwkunde aan de Universiteit van Massachusetts (University of Massachusetts), een door de staat Massachusetts gefinancierde universiteit.
Hij werd voor het eerst gekozen als burgemeester van Boston in 1993, en daarna herkozen in 1997, 2001, 2005 en 2009. Menino was de langst dienende burgemeester van Boston. Hij stelde zich geen kandidaat meer voor de verkiezingen van november 2013.
In maart 2014 werd bekend dat Menino werd behandeld voor kanker wat zich in een vergevorderd stadium bevond, hij had uitzaaiingen naar de lever en lymfeklieren. Eind oktober 2014 overleed Thomas Menino op 71-jarige leeftijd aan de gevolgen van deze ziekte.